# Toshio Toyota
Toshio Toyota (豊田 敏夫, Toyota Toshio, né le 19 juillet 1956 à Hitoyoshi) est un athlète japonais, spécialiste du sprint.

## Biographie
Il remporte la médaille d'or du 200 m lors des championnats d'Asie 1981, à Tokyo.

### Palmarès
| Date | Compétition         | Lieu      | Résultat | Épreuve | Performance |
| ---- | ------------------- | --------- | -------- | ------- | ----------- |
| 1979 | Championnats d'Asie | Tokyo     | 3e       | 200 m   | 21 s 39     |
| 1981 | Championnats d'Asie | Tokyo     | 1er      | 200 m   | 20 s 99     |
| 1982 | Jeux asiatiques     | New Delhi | 2e       | 200 m   | 21 s 13     |

### Records
| Épreuve | Performance | Lieu  | Date              |
| ------- | ----------- | ----- | ----------------- |
| 200 m   | 20 s 81     | Tokyo | 11 septembre 1982 |